# Les Aventures du roi Pausole (opérette)
Pour les articles homonymes, voir Les Aventures du roi Pausole (homonymie).
Les Aventures du roi Pausole (H. 76) d'Arthur Honegger est une opérette composée en 1929-1930. Son livret, tiré du roman de Pierre Louÿs de 1901, a été écrit par Albert Willemetz, la version allemande par Hans Zimmermann. Sa première eut lieu le 12 décembre 1930 au Théâtre des Bouffes-Parisiens et fut un succès. L'opérette a été représentée plus de 500 fois.
Bien que la réputation d'Arthur Honegger soit basée sur la musique symphonique et l'oratorio, le compositeur a également, dans les années 1930, écrit trois opérettes. Les deux autres, La Belle de Moudon de 1931, Les Petites Cardinal de 1938, ont connu plus de succès en zone francophone que dans les pays de langue allemande. Les Aventures du Roi Pausole est maintenant rarement joué.
En 1933, la pièce fut filmée sous le titre Les Aventures du roi Pausole, dirigée par Alexis Granowsky avec Emil Jannings et Josette Day.

## Résumé[1]
Il était une fois un pays charmant que n'indique aucune carte et qui s'appelait Tryphème. Le pays avait un souverain, le roi Pausole, et le souverain avait 365 reines et une fille (née peut-être d'une année bissextile), la blanche Aline. La clémence du ciel, celle du roi et la fantaisie de l'auteur autorisaient l'absence des mœurs avec celle des vêtements.
Chaque reine devient la «Reine d'un jour» pendant une année, de sorte que le roi est amplement fourni de joie amoureuse, même si les dames, elles, ne s'en réjouissent pas particulièrement. Diane, une des femmes du harem, s'efforce en vain de devenir la « reine » et d'être avec lui.
Seule la princesse Aline connaissait les rigueurs de la bonne éducation. S'ennuyant au logis, elle s'enfuit un jour avec une danseuse étrangère dont le troublant travesti (Mirabelle, la danseuse déguisée) offre assez de charmes à ses jeunes aspirations. Voici la cour de Pausole bouleversée !
Le roi, le ministre Taxis et le jeune page Giglio dont les arguments, si nous l'osons dire, pénétrants et réitérés sont la preuve à la fois d'une claire morale et d'une belle constitution, partent à la poursuite des deux fugitives. Ainsi débutent les Aventures du roi Pausole.

## Personnages
- Le roi Pausole (baryton) -- joué par Dorville à la première
- Giglio, page du roi (ténor) -- joué par Alfred Pasquali à la première
- Taxis, grand eunuche (ténor) -- joué par René Koval à la première
- Le métayer (baryton) -- joue par Louis Blanche à la première
- La blanche Aline, fille du roi (soprano) -- jouée par Jacqueline Francell à la première[2]
- Mirabelle (mezzo-soprano) -- jouée par Mlle Meg Lemonnier à la première
- Diane à la houppe (soprano) -- jouée par Germaine Duclos à la première
- Dame Perchuque (mezzo-soprano) -- jouée par Claude de Sivry à la première
- Thierrette (soprano) -- jouée par Regina Paris à la première
- Le brigadier des gardes (ténor) -- joué par D'ary Brissac à la première
- La Reine Gisèle -- jouée par Mme Moussia à la première
- La Reine François -- jouée par Cora Lynn à la première
- La Reine Alberte -- jouée par Hélène Favier à la première
- La Reine Fanette -- jouée par  Annette Huguenin à la première
- La Reine Maud -- jouée par  Nicole Beryl à la première
- La Reine Denyse -- jouée par Mme Naury à la première
- La jeune ville violée -- jouée par Colette Clauday à la première